# La ciutat dels guerrers
La ciutat dels guerrers (xinès simplificat: 九龍城寨之圍城, pinyin: Jiǔlóng chéng zhài zhī wéichéng, literalment 'El setge de la ciutat emmurallada de Kowloon'; traduïda en anglès com a Twilight of the Warriors: Walled In) és una pel·lícula d'arts marcials d'acció de Hong Kong del 2024 dirigida per Soi Cheang, i protagonitzada per Louis Koo, Sammo Hung, Richie Jen, Raymond Lam, Terrance Lau, Kenny Wong, Philip Ng, Tony Wu i German Cheung. TLa pel·lícula es va basar en la novel·la City of Darkness de Yuyi i la manhua del mateix nom d'Andy Seto. S'ha subtitulat al català.
Després d'haver estat en desenvolupament des de la dècada del 2000, la producció de la pel·lícula va començar oficialment el novembre de 2021, i fou finalment enllestida l'abril de 2022. La pel·lícula es va estrenar a Hong Kong i la Xina continental l'1 de maig de 2024, i va ser seleccionada per ser a la Selecció Oficial (Projecció de mitjanit) del 77è Festival Internacional de Cinema de Canes, com a part de la projecció fora de competició. La pel·lícula va rebre elogis de la crítica.
La pel·lícula es va convertir en la segona pel·lícula nacional més taquillera de tots els temps a Hong Kong. La pel·lícula va ser seleccionada com a entrada oficial de Hong Kong per al Millor Pel·lícula Internacional als Premis Oscar de 2024, però no va ser nominada.

## Argument
La pel·lícula està ambientada a Hong Kong dels anys vuitanta. Segueix la història de Chan Lok-kwan, un jove amb problemes que accidentalment entra a la famosa ciutat emmurallada de Kowloony. Lok-kwan, un refugiat del continent, intenta sobreviure participant en bandes de baralles clandestines. Intenta comprar una identificació falsa per millorar la seva vida, però és traït pel Sr. Big, un cap d'un sindicat del crim local. En un moviment desesperat, Lok-kwan roba drogues al Sr. Big i fuig a la ciutat emmurallada, on es troba amb Cyclone, el senyor del crim local que governa la zona amb una barreja d'autoritat i compassió.
A la ciutat emmurallada, Lok-kwan s'assabenta de l'ordre i el caos dins de la comunitat i forma vincles amb Cyclone i la seva colla. Aquestes experiències l'obliguen a reflexionar sobre què vol del futur i què farà per aconseguir-ho.

## Repartiment
- Louis Koo com a Cyclone (龍捲風): un mestre d'arts marcials que s'esforça per protegir la seguretat i l'estabilitat dels residents a la ciutat emmurallada de Kowloon.[10][11]
- Sammo Hung com el Sr. Big (大老闆): un senyor del crim que es centra únicament a maximitzar la seva riquesa i interessos personals.[10][11]
- Richie Jen com a Dik Chau (|狄秋): un membre d'alt rang de la tríada, així com el major propietari de la ciutat emmurallada..[12]
- Raymond Lam com a Chan Lok-kwan (陳洛軍): un refugiat que es va establir a la ciutat emmurallada però que es va enredar en el caos interior i es va enfrontar a la imminent demolició de la ciutat.[10][13]
- Terrance Lau com a Shin (信一): el lleial segon al comandament de la banda fora de la llei de Cyclone que més tard es convertirà en un company de Chan.[14][10]
- Kenny Wong com a Tigre (哥): cap del dotzè mestre i cap de la banda de Temple Street.
- Philip Ng com a rei (王九): la mà dreta del Sr. Big.[11]
- Tony Wu com el Dotzè Mestre (十二少): un membre de la banda fora de la llei de Cyclone amb katana que més tard es converteix en un company de Chan.[10][15]
- German Cheung (張文傑) com AV (四仔): un kickboxer de la banda fora de la llei de Cyclone que més tard es converteix en company de Chan.[10][15]
- Chu Pak Hong com Woman Beater (九索): una dona apallissadora que es dedicava a la prostitució i les drogues. Va ser colpejada pels 4 de Kowloon (Lok-kwun, Shin, Twelfth Master i AV).
- Fish Liew com a Fanny (燕芬姐): un local de la ciutat emmurallada que treballa en una parada de boles de peix.
- Cecilia Choi com a dona de Jim (蘇玉儀/占妻): la dona de Jim i la mare de Lok-kwun.[16]
- Jozev Kiu com a Double Blade (阿七): propietari d'una parada d'arròs char siu a la ciutat emmurallada[17]
- Aaron Kwok com a Jim (陳占/殺人王): el famós "rei dels assassins" que finalment va ser derrotat per Cyclone. També és el pare de Chan Lok-kwan. (aparició de convidat especial)

## Producció
El projecte s'havia desenvolupat des de la dècada de 2000, on havia de ser codirigit per John Woo i Johnnie To i protagonitzar un repartiment d'estrelles de Chow Yun-fat, Andy Lau, Tony Leung, Sean Lau, Sean Lau, Louis Koo, Anthony Wong, Sun Honglei, Anita Yuen i Zhang Jingchu, amb aparicions especials de Nicolas Cage, James McAvoy, Li Baotian, Jang Dong-gun, Li Bingbing i Zhang Fengyi, tal com es mostra en un cartell teaser, tot i que no es va confirmar res..
El 13 d'abril de 2013, Media Asia va anunciar que el projecte s'anomenaria Dragon City, que el dirigiria Derek Kwok i protagonitzaria Donnie Yen, que també actuaria com a director d'acció i productor a través de la seva productora, Super Hero Films, i estava previst que comencés la producció al setembre d'aquell any.
Després d'haver semblat atrapada en l'infern de desenvolupament durant diversos anys, Media Asia va tornar a anunciar el projecte el 28 de febrer de 2021, amb Soi Cheang com a director mentre que Koo, Richie Jen i Zhang Jin serien protagonistes. La fotografia principal de la pel·lícula va començar oficialment el 22 de novembre de 2021, tal com es va revelar en una publicació a la pàgina oficial de Facebook de la pel·lícula, tot i que el repartiment encara no es va revelar fins que la pel·lícula va celebrar la seva cerimònia d'inici de producció el 30 de novembre, a la qual van assistir Cheang, els productors John Chong i Wilson Yip i els membres del repartiment Koo, Sammo Hung, Jen, Raymond Lam, Terrance Lau, Kenny Wong, Tony Wu, German Cheung, Philip Ng, Chu Pak Hong i Chung Suet Ying. Koo va revelar que es van construir dos conjunts de rèpliques de la ciutat emmurallada de Kowloon per al rodatge, mentre que s'utilitzaran com a accessoris revistes reals, àlbums discogràfics, televisors i anuncis publicitaris de la dècada de 1980. Tot el repartiment principal es va passar un any entrenant per preparar-se per a les escenes de lluita de la pel·lícula. El 3 d'abril de 2022, el rodatge es va tancar oficialment i la pel·lícula va entrar en procés de postproducció.

## Llançament
La ciutat dels guerrers es va estrenar a Hong Kong i la Xina continental l'1 de maig de 2024. La pel·lícula es va convertir en la més taquillera a Hong Kong el juliol de 2024, guanyant 105 milions de dòlars HKD, i va superar el rècord de la pel·lícula local més vista amb 1,59 milions d'espectadors. També va encapçalar la taquilla diària de la Xina continental, guanyant 95 milions de dòlars a finals de maig.
La pel·lícula també va ser seleccionada per formar part de la Selecció Oficial (Projecció de mitjanit) del 77è Festival Internacional de Cinema de Canes, on es va projectar el 16 de maig de 2024. També es va estrenar al Regne Unit el 24 de maig de 2024. La pel·lícula també es va presentar al 23è Festival de Cinema Asiàtic de Nova York el 28 de juliol de 2024, com a pel·lícula de cloenda del festival.
La pel·lícula va tenir la seva estrena canadenca al 28è Festival Internacional de Cinema FanTasia l'1 d'agost de 2024. També es presentarà al 37è Festival Internacional de Cinema de Tòquio a la Selecció de Gala l'1 de novembre de 2024.
Va ser presentat a la secció Limelight del 54è Festival Internacional de Cinema de Rotterdam que es projectarà el febrer de 2025.

## Recepció

### Taquilla
La ciutat dels guerrers va recaptar un total de 111.456.536 dòlars a tot el món, combinant els seus beneficis bruts de Hong Kong (13.729.253 dòlars), la Xina continental (94.345.074 dòlars), Estats Units (336.023 dòlars), França (367.979 USD), Regne Unit (136.272 USD), Austràlia (468.253 USD), Nova Zelanda (50.037 USD), Vietnam (1.978.004 USD) i Corea del Sud (45.641 USD).

### Recepció crítica
Al lloc web de l'agregador de ressenyes Rotten Tomatoes, el 92% de les 37 ressenyes dels crítics són positives, amb una valoració mitjana de 7,8/10. El consens del lloc web diu: "Un homenatge ple d'acció que clava amb un efecte magistral el boig coreològic del cinema de Hong Kong dels anys 80". Metacritic, que utilitza una mitjana ponderada, va assignar a la pel·lícula una puntuació de 77 sobre 100, basat en 10 crítics, indicant "crítiques generalment favorables".

## Premis i nominacions
La pel·lícula va rebre un total de 14 nominacions als 43ns Premis de Cinema de Hong Kong, la qual cosa la converteix en la segona pel·lícula més nominada de l'any, darrere de The Last Dance.
| Any  | Premi                                                       | Categoria                                  | Nominat                                                      | Resultat  | Ref.          |
| ---- | ----------------------------------------------------------- | ------------------------------------------ | ------------------------------------------------------------ | --------- | ------------- |
| 2025 | 31è Premis de la Societat de Crítics de Cinema de Hong Kong | Millor pel·lícula                          | La ciutat dels guerrers                                      | Guanyador | [ 37 ]        |
| 2025 | 18ns Asian Film Awards                                      | Millor pel·lícula                          | La ciutat dels guerrers                                      | Nominat   | [ 38 ] [ 39 ] |
| 2025 | 18ns Asian Film Awards                                      | Millor actor secundari                     | Philip Ng                                                    | Nominat   | [ 38 ] [ 39 ] |
| 2025 | 18ns Asian Film Awards                                      | Millor disseny de vestuari                 | Bruce Yu, Karen Yip                                          | Nominat   | [ 38 ] [ 39 ] |
| 2025 | 18ns Asian Film Awards                                      | Millor Disseny de Producció                | Kenneth Mak, Ambrose Chau                                    | Guanyador | [ 38 ] [ 39 ] |
| 2025 | 18ns Asian Film Awards                                      | Millor muntatge                            | Cheung Ka-fai                                                | Guanyador | [ 38 ] [ 39 ] |
| 2025 | 18ns Asian Film Awards                                      | Millor fotografia                          | Cheng Siu-keung                                              | Nominat   | [ 38 ] [ 39 ] |
| 2025 | 18ns Asian Film Awards                                      | Millor música original                     | Kenji Kawai                                                  | Nominat   | [ 38 ] [ 39 ] |
| 2025 | 18ns Asian Film Awards                                      | Millors efectes visuals                    | Jules Lin, Ma Siu-fu, Garrett Lam, Yee Kwok-leung            | Nominat   | [ 38 ] [ 39 ] |
| 2025 | 18ns Asian Film Awards                                      | Millor so                                  | Yiu Chun-hin, Cheung Man-hoi, To Burnard Davy                | Nominat   | [ 38 ] [ 39 ] |
| 2025 | 29ns Premis Satellite                                       | Stunt Award                                | La ciutat dels guerrers                                      | Guanyador | [ 40 ]        |
| 2025 | 29ns Premis Satellite                                       | Millors efectes visuals                    | Garrett Lam, Jules Lin, Kwok-Leung Yu                        | Nominat   | [ 41 ]        |
| 2025 | [[[43ns Premis de Cinema de Hong Kong]]                     | Millor pel·lícula                          | La ciutat dels guerrers                                      | Pendent   | [ 42 ]        |
| 2025 | [[[43ns Premis de Cinema de Hong Kong]]                     | Millor director                            | Soi Cheang                                                   | Pendent   | [ 42 ]        |
| 2025 | [[[43ns Premis de Cinema de Hong Kong]]                     | Millor actor                               | Raymond Lam                                                  | Pendent   | [ 42 ]        |
| 2025 | [[[43ns Premis de Cinema de Hong Kong]]                     | Millor actor de repartiment                | Louis Koo                                                    | Pendent   | [ 42 ]        |
| 2025 | [[[43ns Premis de Cinema de Hong Kong]]                     | Millor actor de repartiment                | Philip Ng                                                    | Pendent   | [ 42 ]        |
| 2025 | [[[43ns Premis de Cinema de Hong Kong]]                     | Millor intèrpret nou                       | Jozev Kiu                                                    | Pendent   | [ 42 ]        |
| 2025 | [[[43ns Premis de Cinema de Hong Kong]]                     | Millor fotografia                          | Cheng Siu-keung                                              | Pendent   | [ 42 ]        |
| 2025 | [[[43ns Premis de Cinema de Hong Kong]]                     | Millor muntatge                            | Cheung Ka-fai                                                | Pendent   | [ 42 ]        |
| 2025 | [[[43ns Premis de Cinema de Hong Kong]]                     | Millor direcció artística                  | Mak Kwok-keung, Ambrose Chau                                 | Pendent   | [ 42 ]        |
| 2025 | [[[43ns Premis de Cinema de Hong Kong]]                     | Millor disseny de maquillatge de vestuari  | Bruce Yu, Karen Yip                                          | Pendent   | [ 42 ]        |
| 2025 | [[[43ns Premis de Cinema de Hong Kong]]                     | Millor coreografia d'acció                 | Kenji Tanigaki                                               | Pendent   | [ 42 ]        |
| 2025 | [[[43ns Premis de Cinema de Hong Kong]]                     | Millor banda sonora de pel·lícula original | Kenji Kawai                                                  | Pendent   | [ 42 ]        |
| 2025 | [[[43ns Premis de Cinema de Hong Kong]]                     | Millor disseny de so                       | Yiu Chun-hin, Cheung Man-hoi, A Burnard Davy                 | Pendent   | [ 42 ]        |
| 2025 | [[[43ns Premis de Cinema de Hong Kong]]                     | Millors efectes visuals                    | Lin Chun-yue Jules, Ma Siu-fu, Garrett K Lam, Yee Kwok-keung | Pendent   | [ 42 ]        |